# Mr. Saturday Knight
"Mr. Saturday Knight" (em português, "O Cavaleiro Medieval") é o nono episódio da terceira temporada de Uma Família da Pesada. Possui como convidados Will Ferrell como Cavaleiro Negro, R. Lee Erney como instrutor de combate da Feira Renascentista, Adam Carolla como Morte e Jimmy Kimmel como o cão da Morte. Esta é a última aparição do Sr. Weed, devido a sua morte. O episódio seguinte, "A Fish out of Water", é uma continuação parcial deste.

## Enredo
Quando Peter aparece no Dia da Profissão na aula de Chris, as crianças não ficam impressionadas com seu trabalho na Indústria de Brinquedos Happy-Go-Lucky; até o farmacêutico nerd Mort Goldman recebe uma responsabilidade melhor. Peter fica preocupado por estar preso no trabalho dentro da companhia, então Lois diz a ele para convidar seu chefe, o Sr. Weed, para jantar. Quando Sr. Weed menciona que irá promover Peter para chefe de desenvolvimento de brinquedos, Brian se engasga com um pão do jantar. Quando Peter e Lois tentam usar a Manobra de Heimlich, o pão voa da boca de Brian e vai até a boca do Sr. Weed, matando-o.
No funeral do Sr. Weed, Peter tenta convencer os co-trabalhadores de Weed a manter a promessa do chefe, de promovê-lo. No entanto, um vídeo feito pelo homem revela que, imediatamente após sua morte, a Indústria de Brinquedos Happy-Go-Lucky deveria ser demolida para dar lugar ao Instituto de Doença Terminal Happy-Go-Lucky. A construção é destruída e todos os empregados são demitidos.
Peter tem problemas em encontrar um novo emprego, e tenta até mesmo se tornar uma prostituta barata. Lois o lembra de seu sonho de se tornar um justiceiro da Feira Renascentista. Peter se lembra do acidente que sofreu na Feira Renascentista enquanto tentava voar, e foi salvo pelo Cavalheiro Negro (Will Ferrell). Decide se inscrever no treinamento de combate com Mort, mostrando entusiasmo, mas pouca paciência para falar em "vós" e "tu". Quando a namorada do Cavaleiro paquera Peter, ele pede que deixe a feira. Peter fica inconformado mesmo com o encorajamento de sua família, contudo, ele decide assistir o combate nos estandes.

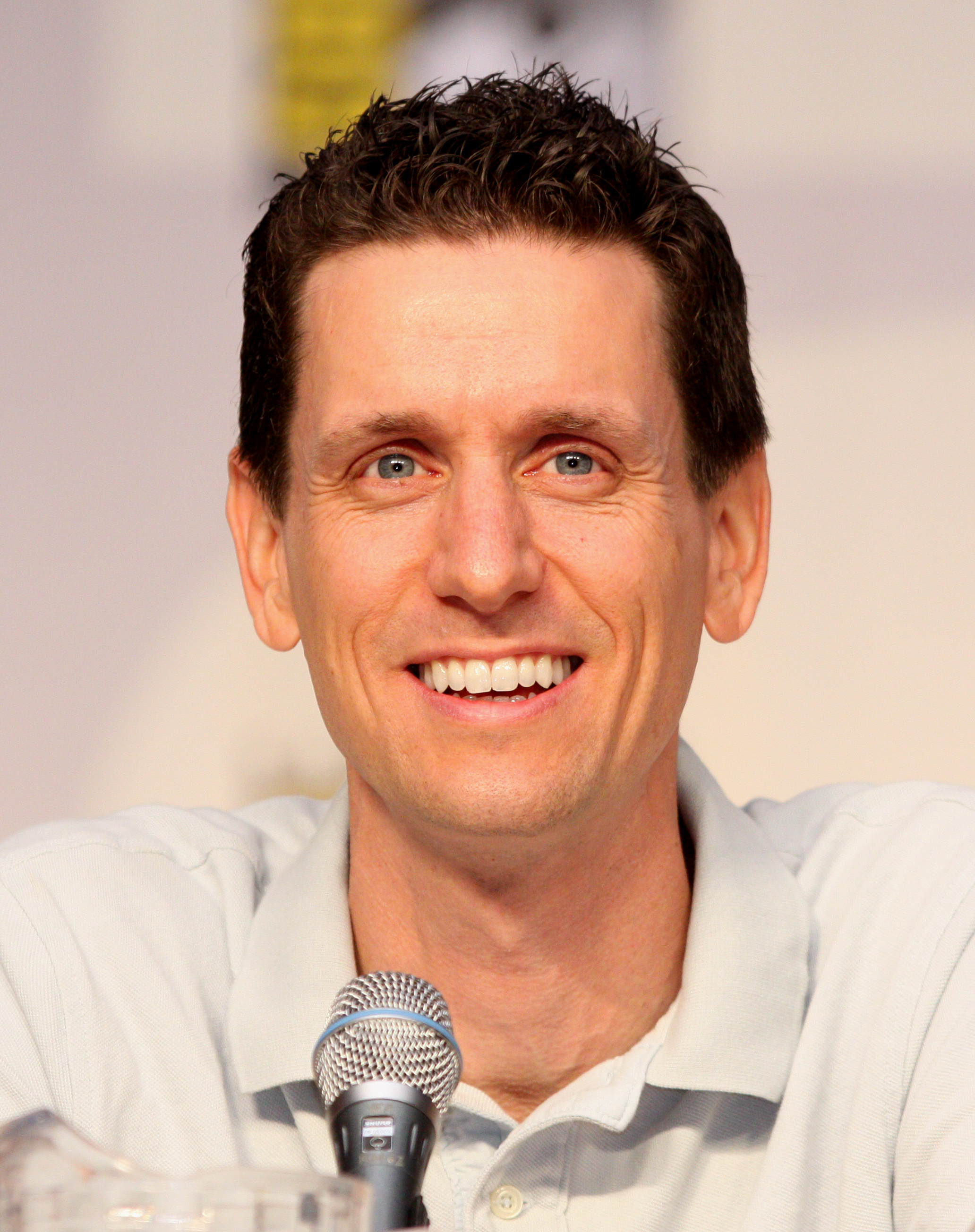
Steve Callaghan escreveu o episódio.

O Cavaleiro Negro derrota todos os desafiadores, fazendo com que Mort fugisse antes que seus cavalos pudessem ficar perto um do outro.  O Cavaleiro observa Peter nos estandes e começa a encará-lo. Determinado a ganhar, Peter o desafia. O Cavaleiro é distraído por anúncio de que seu Hyundai está sendo rebocado (por Mort, vingativo), impedindo Peter de desatrelá-lo e, consequentemente, ganhando a competição. Ele recusa uma oferta de fazer parte da Feira Renascentista como o novo campeão de batalha e a família volta para casa. Eles percebem que Peter ainda não tem um emprego e Lois diz que a situação se parece com o episódio de The Honeymooners, no qual Ralph perde seu emprego e não consegue-o de volta no fim do episódio.